# Leon Daelemans
Leon Daelemans (nascido em 18 de abril de 1949) é um ex-ciclista belga. Representou seu país, Bélgica, na perseguição por equipes de 4 km nos Jogos Olímpicos de Verão de 1972. A equipe belga terminou na décima segunda posição.